# Израильско-ливанские отношения
Израильско-ливанские отношения — двусторонние отношения между Израилем и Ливаном. Дипломатические отношения на данный момент не установлены, однако 27 ноября 2024 года было подписано соглашение о прекращении огня с предусмотренной длительностью в 60 дней. По израильскому законодательству Ливан является «враждебным государством». Протяжённость государственной границы между странами составляет 81 км.

## История
14 мая 1948 года, за один день до окончания действия британского мандата на Палестину, Давид Бен-Гурион провозгласил создание независимого еврейского государства на территории Палестины и стал первым премьер-министром этой страны. Уже на следующий день Лига арабских государств объявила Израилю войну и сразу четыре арабских государства (Сирия, Египет, Ирак и Трансиордания) напали на новую страну, начав тем самым Первую арабо-израильскую войну. Ливанские вооружённые силы не оказали существенного влияния на исход войны. По окончании боевых действий была определена фактическая граница между Израилем и Ливаном. В 1954 году Давид Бен-Гурион предположил, что Израилю возможно стоит поддержать создание христианского государства на части территории Ливана. В течение 1950-х и 1960-х годов ливанские политики занимали политику нейтралитета в Арабо-израильском конфликте. В те годы в Ливане сложился относительно высокий уровень жизни, поэтому правители страны воздержались от участия в Суэцком кризисе, Шестидневной войне и Войне Судного дня.
Поскольку Ливан никогда не представлял серьёзной военной угрозы, Израиль больше беспокоили нападения палестинских террористов с территории Ливана, а также присутствие там сирийских войск. С 1960-х годов начало возрастать количество нападений палестинских террористов на Израиль с территории Ливана и ответные удары израильских вооружённых сил по этой стране. В 1975 году в Ливане началась гражданская война, что создало определённые трудности и для Израиля. Но в это же время нестабильная ситуация в Ливане дала возможность Израилю действовать. В 1975 году Израиль вложил сумму около 150 млн долларов США для тренировки и экипировки подразделений ливанских христиан во главе с майором Саадом Хаддадом, которые контролировали часть южной границы Ливана. Саад Хаддад командовал произраильским Свободным Государством Ливан (затем переименованным в Армию Южного Ливана, которую после смерти Хаддада возглавил Антуан Лахад). Армия Южного Ливана сражалась в том числе и против палестинских повстанцев, блокировав для них возможность попадания в Израиль. В 1978 году Израиль пересек границу с Ливаном и атаковал палестинские огневые точки, расположенные на севере от реки Литани. В 1982 году началась военная операция Израиля на территории Ливана с целью уничтожения баз Организации освобождения Палестины (ООП). В ходе войны была взята столица Ливана Бейрут, а формирования ООП были вынуждены покинуть страну и перебраться в Тунис. После окончания операции израильские войска создали в Южном Ливане «зону безопасности», которую контролировали совместно с Армией Южного Ливана вплоть до 2000 года.
В мае 2000 года Израиль вывел свои войска из Южного Ливана, выполнив таким образом Резолюцию 425 Совета Безопасности ООН от 19 марта 1978 года. Вывод войск вызывал в израильском обществе бурные споры; его противники осуждали всякое отступление, ухудшающее ситуацию с безопасностью на севере Израиля, а сторонники утверждали, что выполнение резолюции ООН позволит Израилю жёстко реагировать на любые нарушения с ливанской стороны. Ряд источников считает вывод израильских войск из Ливана одной из главных причин начавшейся в сентябре 2000 года 2-й интифады. Однако, Израиль продолжал удерживать часть спорной территории Мазария-Шабъа. Организация Хезболла утверждала, что Мазария-Шабъа является ливанской территорией и израильские войска оттуда должны были быть выведены. Принадлежность Мазария-Шабъа служила основным предлогом для атак Хезболлы против Израиля после вывода израильских войск из Южного Ливана в 2000 году вплоть до военного конфликта 2006 года.
В декабре 2013 года на границе Израиля и Ливана произошла перестрелка между вооружёнными силами этих стран. В результате столкновения один израильский солдат погиб, два ливанских военнослужащих получили ранения.
В 2016 году на территории Ливана проживало 350 тыс. палестинских беженцев.
В декабре 2018 года в Ливане прошли трёхсторонние переговоры с участием представителей ЦАХАЛа и сил ООН UNIFIL, посвящённые ситуации с тоннелями, ведущими из южного Ливана на территорию Израиля. Израильскую делегацию возглавлял глава бригады по иностранным связям генерал Эрез Майзель. Представители Израиля выразили протест в связи с грубым нарушением резолюции Совета безопасности ООН 1701, определившей условия прекращения огня в августе 2006 года.
В октябре 2020 года начались переговоры между представителями двух стран касательно морской и сухопутной границы. Так как между двумя странами нет соглашения о разграничении эксклюзивных экономических зон, они исходят из своих соглашений с Кипром при расчете территории и определении границ. Поэтому, различные подходы к определению совместной границы привели к тому, что Ливан претендует на 800 км² израильской экономической зоны. Переговоры прошли при посредничестве США и под эгидой ООН.